# Instituto do Ceará
O Instituto do Ceará (Histórico, Geográfico e Antropológico) é uma instituição de estudos de caráter científico sobre diversos temas, em especial a história, a geografia e a antropologia.
Funciona de segunda a quinta-feira, no horário das 9h às 16h, e sexta-feira das 9h às 12h.

## História
Foi fundado em 4 de março de 1887, na cidade de Fortaleza e publica anualmente uma revista em formato de livro. O Barão de Studart é um dos seus principais benfeitores. Atualmente, a Entidade conta com quarenta associados vitalícios. A admissão, por eleição, somente ocorre quando da abertura de alguma vaga, por falecimento ou por remissão, de algum sócio efetivo. 

## Estrutura
O Instituto mantém uma biblioteca com 35.900 títulos catalogados aberta para o público, 17.797 informatizados, no programa Biblivre. Sua hemeroteca foi recentemente organizada e catalogada, à disposição dos consulentes, sob prévia proposta de consulta. Dispõe de jornais do século XIX e século XX.
Possui ainda três auditórios: Auditório Barão de Studart, com ambiente tradicional, cadeiras para os sócios e assentos para 84 pessoas, com ar condicionado; Auditório Pompeu Sobrinho com estrutura moderna, cadeiras especiais para os sócios e autoridades e assentos para 170 pessoas, e Auditório Carlos Studart, com 48 lugares, ambos climatizados.

### Memorial Barão de Studart
O Memorial faz uma homenagem ao Barão de Studart, intelectual e principal fundador do Instituto. Foi inaugurado em novembro de 2007. O espaço está dividido em três ambientes que contam a história do seu homenageado e também do Ceará e Fortaleza. A estrutura foi montada dentro dos padrões modernos de historiografia fazendo uso de variados recursos para transportar o visitando para os diversos momentos da história retratados.
Todas as publicações do Instituto, mapas, imagens, fotografias, cartas de Barão de Studart, de José de Alencar, do senador Pompeu e do padre Cícero criam uma mensagem antropológica, política, sociológica, histórica e do cotidiano dos espaços e pessoas apresentadas. A concepção cenográfica e museográfica do memorial é de André Scarlazzari, com curadoria de Lídia Sarmiento.
O Memorial Barão de Studart foi idealizado pelo escritor Eduardo Campos, ex-presidente do Instituto, falecido em setembro de 2007 e patrocinado pelo empresário Ivens Dias Branco.

## Lema
Em latimːDedimus profecto grande patientiae documentum. Em Portuguêsː De fato, damos provas de grande estudo e paciência.

## Publicações

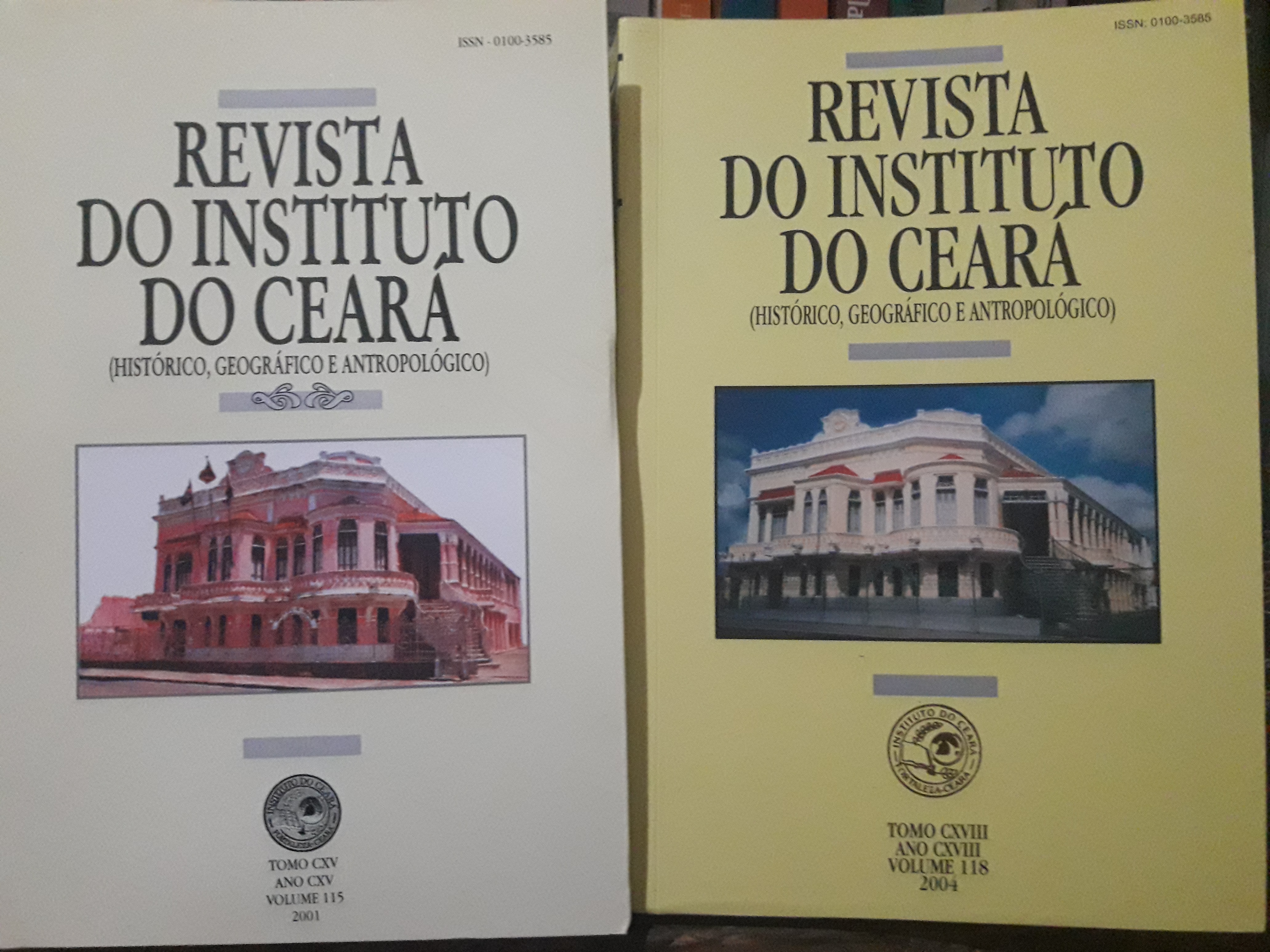
Revista do Instituto do Ceará

### Almanaque do Ceará
Uma de suas publicações é a versão eletrônica do  Almanaque do Ceará (Almanach do Ceará).

### Revista
Desde 1887 publica a Revista do Instituto do Ceará.

## Membros
Ao longo dos anos o Instituto foi aumentando o número de sócios. No início tinha doze associados e na atualidade conta com quarenta sócios efetivos.

### Fundadores
- Antônio Augusto de Vasconcelos
- Antônio Bezerra de Menezes
- Barão de Studart
- João Augusto da Frota
- João Batista Perdigão de Oliveira
- Joaquim Catunda
- José Sombra
- Júlio César da Fonseca Filho
- Juvenal Galeno da Costa e Silva
- Paulino Nogueira Borges da Fonseca
- Virgílio Augusto de Moraes
- Virgílio Brígido

### Atuais
Esta lista está organizada por ordem de antiguidade
- 2 Vladir Pontes Menezes
- 3 Miguel Ângelo de Azevedo (Nirez)
- 4 Francisco Sadoc de Araújo
- 5 Eduardo Diatahy Bezerra de Menezes
- 6 Gisafran Nazareno Mota Jucá
- 7 Francisco Ésio de Sousa
- 8 José Augusto Bezerra
- 9 José Filomeno Moraes Filho
- 10 Maria Clélia Lustosa Costa
- 11 Fernando Luiz Ximenes Rocha
- 12 Lúcio Gonçalo de Alcântara
- 13 Juarez Fernandes Leitão
- 14 Angela Maria Rossas Mota de Gutiérrez
- 15 Cid Sabóia de Carvalho
- 16 Osmar Maia Diógenes
- 17 Eustógio Wanderley Correia Dantas
- 18 Marcelo Gurgel Carlos da Silva
- 19 Luciano Pinheiro Klein Filho
- 20 Isabelle Braz Peixoto da Silva
- 21 Glória Maria dos Santos Diógenes
- 22 José Euripedes Maia Chaves Júnior
- 23 Artur José Vieira Bruno
- 24 Ary Bezerra Leite
- 25 Júlio Lima Verde Campos de Oliveira
- 26 Seridião Correia Montenegro
- 27 José Borzacchiello da Silva
- 28 Grecianny Carvalho Cordeiro
- 29 Delberg Ponce de Leon
- 30 Augusto César Bastos Barbosa
- 31 João Soares Neto
- 32 Ana Paula Cavalcante Alencar da Silva
- 33 Romeu Duarte Junior
- 34 Gilson da Costa Moreira
- 35 Henrique de Almeida Braga
- 36 Angela Barros Leal
- 37 Francisco de Assis Vasconcelos Arruda
- 38 Francisco José Pinheiro